# Topper geht auf Reisen
Topper geht auf Reisen (Originaltitel: Topper Takes a Trip) ist eine US-amerikanische Filmkomödie aus dem Jahr 1938 nach dem gleichnamigen Roman von Thorne Smith. Der Film ist die Fortsetzung von Topper – Das blonde Gespenst aus dem Vorjahr.

## Handlung
Der sanftmütige New Yorker Bankdirektor Cosmo Topper hat Eheprobleme. Seine Frau Clara will sich von ihm scheiden lassen. Vor dem Scheidungsgericht beschuldigt sie Cosmo des Ehebruchs mit einer anderen Frau. Cosmo erklärt, was es mit der anderen Frau auf sich hat. Es handelt sich um den Geist von Marion Kerby, die mit ihrem Mann George bei einem Autounfall gestorben ist. Das Gericht glaubt Cosmo und weist die Klage ab. Clara wird von ihrer Freundin Mrs. Parkhurst überredet, nach Frankreich zu reisen und sich dort um die Scheidung zu kümmern. 
Zur gleichen Zeit erfährt Marion von Cosmos Problemen. Sie kehrt als Geist zurück und fordert Topper auf, um seine Ehe zu kämpfen. Sie reisen Clara nach und finden sie an der Riviera, wo sie von dem Glücksritter Baron de Rossi umgarnt wird. Bizarre Situationen bleiben mit einem Geist in Begleitung nicht aus. So müssen sich Topper und Marion ein Zimmer im Hotel teilen. Marion will zudem auch einmal ihr Glück in einem Casino versuchen. Doch Marion kann nach einiger Zeit Clara von dem Baron trennen. Clara und Cosmo sind wieder glücklich vereint.

## Hintergrund
Die verfilmte Geschichte basiert nur zum Teil auf dem gleichnamigen Buch. Wie schon bei anderen Verfilmungen der Werke von Smith fielen viele der anzüglicheren Witze, Andeutungen ehelicher Untreue oder der immer präsente Alkohol größtenteils der Schere des Hays Code bzw. dem entsprechend vorauseilenden Gehorsam des Produzenten zum Opfer:
"For the screen version, Hal B. Roach retained the sympathetic view of France. [...] Other than that, the film titled Topper takes a trip contains no similarity to Smith’s novel." ("In der Verfilmung behielt Produzent Hal B. Roach den freundlichen Blick auf Frankreich bei. [...] Jenseits davon ist keine Ähnlichkeit zwischen dem Film Topper geht auf Reisen und Smiths Buch zu erkennen.")
Die Premiere hatte der Film am 29. Dezember 1938 in New York. In Deutschland erschien er, bedingt durch den Zweiten Weltkrieg, erst am 16. April 1951 in den Kinos.
Bis auf Cary Grant, der im ersten Teil George Kerby spielte, waren alle Hauptdarsteller wieder mit dabei. Szenen, in denen George Kerby zu sehen war, waren Archivmaterial aus dem ersten Teil. 1941 entstand noch ein dritter und letzter Teil der Serie mit dem Titel Topper Returns (dt.: Topper 2 – Das Gespensterschloß), wieder mit Roland Young und Billie Burke.

## Kritiken
Für das Lexikon des internationalen Films war Topper geht auf Reisen ein „bisweilen arg langatmiger Aufguß der erfolgreichen Grotesk-Fantasmagorie, der aber mit seinen Bildtricks und seinem behenden Wortwitz immer noch recht amüsante Unterhaltung bietet“. Variety sah in dem Film eine entzückende und sehr unterhaltsame Komödie.

## Auszeichnungen
Bei der Oscarverleihung 1940 war Roy Seawright in der Kategorie Beste visuelle Effekte nominiert.